# Oberleute
Oberleute (westallgäuerisch Obəleitə) ist ein Gemeindeteil des Markts Weiler-Simmerberg im  bayerisch-schwäbischen Landkreis Lindau (Bodensee).

## Geographie
Das Dorf liegt circa zwei Kilometer östlich des Hauptorts Weiler im Allgäu und zählt zur Region Westallgäu. Da das Dorf heute baulich unmittelbar an den Ort Simmerberg grenzt, wird es oftmals diesem zugeordnet.

## Ortsname
Der Ortsname stammt wohl vom mittelhochdeutschen Wort lite für Leite bzw. Bergabhang und beschreibt zudem die relativen Lage zu Simmerberg.

## Geschichte
Oberleute wurde erstmals im Jahr 1782 urkundlich erwähnt. Im Jahr 1900 ist er erstmals im Ortsverzeichnis mit 30 Wohngebäuden geführt.